# Peter Collinson (Regisseur)
Peter Collinson (* 1. April 1936 in Lincolnshire, England; † 16. Dezember 1980 in Los Angeles, Kalifornien) war ein britischer Filmregisseur.

## Leben
Peter Collinson war der Sohn einer Schauspielerin und eines Musikers, die sich aber bereits trennten, als er zwei Jahre alt war. Fortan wuchs er bei seinen Großeltern auf und besuchte zu Schulzeiten das Actor’s Orphanage, wo er erste und reiche Erfahrungen mit und für die Bühne als Schauspieler und Autor machte. Durch Noël Coward, der der Einrichtung vorstand, erhielt er erste professionelle Anstellungen im Theaterbetrieb.
Nach zweijähriger Militärzeit in Malaysia arbeitete er für die BBC und in den Elstree Studios für Associated TeleVision. Weitere Fernseharbeiten, meist für Fernsehserien, entstanden auch für die irische Rundfunkanstalt Telefís Éireann. 1967 debütierte er mit The Penthouse auf der großen Leinwand, für die er von nun an, mit nur noch einer Ausnahme, wirkte. Zunächst mit sozialkritischen Ansätzen in seinen Filmen, die dann jedoch bei der Kritik auf wenig Liebe stießen, inszenierte Collinson bald Action- und Spannungsfilme ohne besondere künstlerische Ansprüche, oftmals mit zahlreichen Stars in den Hauptrollen. Erst die Fernsehproduktion The House on Garibaldi Street weckte erneut Hoffnungen auf bedeutendere Werke; Collinson starb aber bald darauf, 1980, kurz nach Vollendung seines nächsten und letzten Films The Earthling, an einer schweren Krankheit.
1963 wurde Collinson einen „Jacob’s Award“, den irischen Fernsehpreis, für seine Produktion von The Bomb; 1968 erhielt er beim Filmfestival von San Sebastian die „Goldene Muschel“ für The Long Day’s Dying.

## Filmografie (Auswahl)
- 1967: Das Penthouse (The Penthouse)
- 1967: Knotenpunkt London (Up the junction)
- 1968: Tödlicher Tag (The Long Day’s Dying)
- 1969: Charlie staubt Millionen ab (The Italian Job)
- 1969: Zwei Kerle aus Granit (You Can’t Win ’Em All)
- 1971: Die Fratze (Fright)
- 1972: Wer zuletzt lebt, lebt am besten (Innocent Bystanders)
- 1973: Der Mann aus El Paso (Un hombre llamado Noon)
- 1973: Open Season – Jagdzeit (Los cazadores)
- 1974: Ehe der Morgen graut (Straight on Till Morning)
- 1974: Das Geheimnis der Wendeltreppe (The Spiral Staircase)
- 1974: Ein Unbekannter rechnet ab (And Then There Were None)
- 1975: Von allen Hunden gehetzt (The Sell Out)
- 1977: Auf der Fährte des Tigers (Target of an Assassin)
- 1978: Morgen gibt es kein Erwachen (Tomorrow Never Comes)
- 1979: Die Affäre Garibaldi (The House on Garibaldi Street) (Fernsehfilm)
- 1980: Am Ende des Tales (The Earthling)